# Општина Ходоша (Муреш)
Ходоша (рум. Hodoşa) општина је у Румунији у округу Муреш.
Oпштина се налази на надморској висини од 481 m.